# BK Loko Trutnov
BK Loko Trutnov (celým názvem: Basketbalový klub Loko Trutnov) je český basketbalový klub, který sídlí v Trutnově v Královéhradeckém kraji. Basketbalový klub patří pod hlavičku sportovního klubu TJ Lokomotiva Trutnov. Založen byl 30. června 1946 vstoupením do trutnovského Sokola. Za komunistické éry klub obdržel název Lokomotiva, zkráceně Loko. Prezidentem klubu je ing. arch. Vladimír Smilnický. Klubové barvy jsou modrá a bílá. Generálním sponzorem v letech 2005 - 2016 byla trutnovská firma Kara Trutnov a. s., zabývající se výrobou kožešinového textilu. V klubovém logu je drak, který drží basketbalový míč. Drak proto, jelikož je ve znaku města Trutnova.
Své domácí zápasy odehrává v hale 3. ZŠ Komenského s kapacitou 950 diváků.

## Historické názvy
Zdroj:
- 1946 – Sokol Trutnov
- 1953 – rozdělení do dvou oddílů ⇒ muži do DSO Tatran Trutnov (Dobrovolná sportovní organizace Tatran Trutnov) a ženy do DSO Slavoj Trutnov (Dobrovolná sportovní organizace Slavoj Trutnov)
- 1955 – znovu sloučení rozdělených oddílů do TJ Lokomotiva Trutnov (Tělovýchovná jednota Lokomotiva Trutnov)
- 1992 – BK Loko Trutnov (Basketbalový klub Loko Trutnov)
- 1995 – BK Loko Texlen Trutnov (Basketbalový klub Loko Texlen Trutnov)
- 2001 – BK Loko Texlen Trutnov SSŽ (Basketbalový klub Loko Texlen Trutnov Stavby silnic a železnic)
- 2002 – BK VČE Loko Trutnov SSŽ (Basketbalový klub Východočeské energetiky Loko Trutnov Stavby silnic a železnic)
- 2003 – BK VČE Loko Trutnov (Basketbalový klub Východočeské energetiky Loko Trutnov)
- 2004 – BK Loko Trutnov (Basketbalový klub Loko Trutnov)
- 2005 – BK Kara Trutnov (Basketbalový klub Kara Trutnov)
- 2017 – BK Loko Trutnov (Basketbalový klub Loko Trutnov)
- 2021 – BK Kara Trutnov (Basketbalový klub Kara Trutnov)

## Soupiska sezóny 2022/2023 (ženy)
| Číslo | Stát     | Hráčka                 | Ročník | Výška  |
| ----- | -------- | ---------------------- | ------ | ------ |
| 2     | USA      | Whisper Fisher         | 1997   | 187 cm |
| 3     | Česko    | Veronika Borsová       | 2003   | 170 cm |
| 4     | Česko    | Markéta Šmahelová      | 2001   | 180 cm |
| 5     | Česko    | Eliška Linhartová      | 2003   | 180 cm |
| 6     | Česko    | Alžběta Seifrtová      | 2004   | 173 cm |
| 7     | USA      | Raven Northcross-Baker | 1996   | 175 cm |
| 11    | Česko    | Barbora Keliarová      | 2004   | 180 cm |
| 15    | Česko    | Adéla Vítová           | 2003   | 170 cm |
| 17    | Česko    | Michaela Gaislerová    | 1997   | 179 cm |
| 18    | Česko    | Aneta Finková          | 2002   | 162 cm |
| 21    | Česko    | Kateřina Kozumplíková  | 1993   | 172 cm |
| 24    | USA      | Kassidy Malcolm        | 1998   | 182 cm |
| 25    | Lotyšsko | Raina Tomašicka        | 2005   | 180 cm |
|       | Česko    | Nikola Šafránková      | 2004   | 177 cm |

- Trenér: Michal Martišek

## Umístění v jednotlivých sezonách

### Umístění mužů
Zdroj:
Legenda: ZČ - základní část, červené podbarvení - sestup, zelené podbarvení - postup, fialové podbarvení - reorganizace, změna skupiny či soutěže
| Československo (1956 – 1993) |                            |           |                        |           |                      |
| Sezóna                       | Název v ročníku            | Úroveň    | Soutěž                 | ZČ        | Play-off             |
| 1956/57                      | TJ Lokomotiva Trutnov      | 4. úroveň | Krajský přebor         | 7. místo  |                      |
| 1957/58                      | TJ Lokomotiva Trutnov      | 4. úroveň | Krajský přebor         | 7. místo  |                      |
| 1958/59                      | TJ Lokomotiva Trutnov      | 4. úroveň | Krajský přebor         |           |                      |
| 1959/60                      | TJ Lokomotiva Trutnov      | 4. úroveň | Krajský přebor         | 7. místo  | Sestup               |
| 1960/61                      | TJ Lokomotiva Trutnov      | 5. úroveň | Krajská soutěž         | 1. místo  |                      |
| 1961/62                      | TJ Lokomotiva Trutnov      | 5. úroveň | Krajská soutěž – sk. B |           | Postup               |
| 1962/63                      | TJ Lokomotiva Trutnov      | 4. úroveň | Krajský přebor         |           |                      |
| 1963/64                      | TJ Lokomotiva Trutnov      | 4. úroveň | Krajský přebor         |           |                      |
| 1964/65                      | TJ Lokomotiva Trutnov      | 4. úroveň | Krajský přebor         |           |                      |
| 1965/66                      | TJ Lokomotiva Trutnov      | 4. úroveň | Krajský přebor         | 4. místo  |                      |
| 1966/67                      | TJ Lokomotiva Trutnov      | 4. úroveň | Krajský přebor         | 11. místo | Sestup               |
| 1967/68                      | TJ Lokomotiva Trutnov      | 5. úroveň | Krajská soutěž         |           | Postup               |
| 1968/69                      | TJ Lokomotiva Trutnov      | 4. úroveň | Krajský přebor         |           |                      |
| 1969/70                      | TJ Lokomotiva Trutnov      | 4. úroveň | Krajský přebor         |           |                      |
| 1970/71                      | TJ Lokomotiva Trutnov      | 4. úroveň | Krajský přebor         |           |                      |
| 1971/72                      | TJ Lokomotiva Trutnov      | 4. úroveň | Krajský přebor         |           | Postup               |
| 1972/73                      | TJ Lokomotiva Trutnov      | 3. úroveň | Divize B               |           |                      |
| 1973/74                      | TJ Lokomotiva Trutnov      | 3. úroveň | Divize B               |           |                      |
| 1974/75                      | TJ Lokomotiva Trutnov      | 3. úroveň | Divize B               |           | Postup               |
| 1975/76                      | TJ Lokomotiva Trutnov      | 2. úroveň | 2. liga – sk. B        |           | Odhlášení ze soutěže |
| 1976/77                      | TJ Lokomotiva Trutnov      | 4. úroveň | Krajský přebor         |           |                      |
| 1977/78                      | TJ Lokomotiva Trutnov      | 4. úroveň | Krajský přebor         |           |                      |
| 1978/79                      | TJ Lokomotiva Trutnov      | 4. úroveň | Krajský přebor         |           |                      |
| 1979/80                      | TJ Lokomotiva Trutnov      | 4. úroveň | Krajský přebor         |           |                      |
| 1980/81                      | TJ Lokomotiva Trutnov      | 4. úroveň | Krajský přebor         |           |                      |
| 1981/82                      | TJ Lokomotiva Trutnov      | 4. úroveň | Krajský přebor         |           |                      |
| 1982/83                      | TJ Lokomotiva Trutnov      | 4. úroveň | Krajský přebor         |           |                      |
| 1983/84                      | TJ Lokomotiva Trutnov      | 4. úroveň | Krajský přebor         |           | Postup               |
| 1984/85                      | TJ Lokomotiva Trutnov      | 3. úroveň | Národní liga – sk. B   |           | Sestup               |
| 1985/86                      | TJ Lokomotiva Trutnov      | 4. úroveň | Krajský přebor         |           |                      |
| 1986/87                      | TJ Lokomotiva Trutnov      | 4. úroveň | Krajský přebor         |           |                      |
| 1987/88                      | TJ Lokomotiva Trutnov      | 4. úroveň | Krajský přebor         |           |                      |
| 1988/89                      | TJ Lokomotiva Trutnov      | 4. úroveň | Krajský přebor         |           |                      |
| 1989/90                      | TJ Lokomotiva Trutnov      | 4. úroveň | Krajský přebor         |           |                      |
| 1990/91                      | TJ Lokomotiva Trutnov      | 4. úroveň | Krajský přebor         |           |                      |
| 1991/92                      | TJ Lokomotiva Trutnov      | 4. úroveň | Krajský přebor         |           |                      |
| 1992/93                      | BK Loko Trutnov            | 4. úroveň | Krajský přebor         | 1. místo  | Postup               |
| Česko (1993 – )              |                            |           |                        |           |                      |
| Sezóna                       | Název v ročníku            | Úroveň    | Soutěž                 | ZČ        | Play-off             |
| 1993/94                      | BK Loko Trutnov            | 3. úroveň | 3. liga – sk. B        | 10. místo |                      |
| 1994/95                      | BK Loko Trutnov            | 3. úroveň | 3. liga – sk. B        | 1. místo  | Postup               |
| 1995/96                      | BK Loko Texlen Trutnov     | 2. úroveň | 2. liga                | 12. místo | Sestup               |
| 1996/97                      | BK Loko Texlen Trutnov     | 3. úroveň | 3. liga – sk. B        |           |                      |
| 1997/98                      | BK Loko Texlen Trutnov     | 3. úroveň | 3. liga – sk. B        | 5. místo  |                      |
| 1998/99                      | BK Loko Texlen Trutnov     | 3. úroveň | 3. liga – sk. B        | 6. místo  |                      |
| 1999/00                      | BK Loko Texlen Trutnov     | 3. úroveň | 3. liga – sk. B        | 12. místo | Sestup               |
| 2000/01                      | BK Loko Texlen Trutnov     | 4. úroveň | Krajský přebor         | 2. místo  | Postup               |
| 2001/02                      | BK Loko Texlen Trutnov SSŽ | 3. úroveň | 3. liga – sk. B        | 12. místo | Sestup               |
| 2002/03                      | BK VČE Loko Trutnov SSŽ    | 4. úroveň | Krajský přebor         | 2. místo  |                      |
| 2003/04                      | BK VČE Loko Trutnov        | 4. úroveň | Krajský přebor         | 5. místo  |                      |
| 2004/05                      | BK Loko Trutnov            | 4. úroveň | Krajský přebor         | 4. místo  |                      |
| 2005/06                      | BK Kara Trutnov            | 4. úroveň | Oblastní přebor        | 1. místo  | Postup               |
| 2006/07                      | BK Kara Trutnov            | 3. úroveň | 3. liga – sk. B        | 1. místo  | Postup               |
| 2007/08                      | BK Kara Trutnov            | 2. úroveň | 1. liga                | 11. místo | Play-out (2. místo)  |
| 2008/09                      | BK Kara Trutnov            | 2. úroveň | 1. liga                | 10. místo | Play-out (1. místo)  |
| 2009/10                      | BK Kara Trutnov            | 2. úroveň | 1. liga                | 13. místo | Play-out (4. místo)  |
| 2010/11                      | BK Kara Trutnov            | 2. úroveň | 1. liga                | 9. místo  | Čtvrtfinále          |
| 2011/12                      | BK Kara Trutnov            | 2. úroveň | 1. liga                | 7. místo  | Čtvrtfinále          |
| 2012/13                      | BK Kara Trutnov            | 2. úroveň | 1. liga                | 10. místo | Play-out (1. místo)  |
| 2013/14                      | BK Kara Trutnov            | 2. úroveň | 1. liga                | 9. místo  |                      |
| 2014/15                      | BK Kara Trutnov            | 2. úroveň | 1. liga                | 7. místo  | Předkolo             |
| 2015/16                      | BK Kara Trutnov            | 2. úroveň | 1. liga                | 20. místo | Sestup               |
| 2016/17                      | BK Kara Trutnov            | 3. úroveň | 2. liga – sk. B        | 12. místo | Sestup               |
| 2017/18                      | BK Loko Trutnov            | 4. úroveň | Východočeská liga      | ?. místo  |                      |
| 2018/19                      | BK Loko Trutnov            | 4. úroveň | Východočeská liga      |           |                      |

### Umístění žen
Zdroj:
Legenda: ZČ - základní část, červené podbarvení - sestup, zelené podbarvení - postup, fialové podbarvení - reorganizace, změna skupiny či soutěže
| Československo (1957 – 1993) |                            |           |                         |           |                              |
| Sezóna                       | Název v ročníku            | Úroveň    | Soutěž                  | ZČ        | Play-off                     |
| 1957/58                      | TJ Lokomotiva Trutnov      | 3. úroveň | Krajský přebor          | 3. místo  |                              |
| 1958/59                      | TJ Lokomotiva Trutnov      | 3. úroveň | Krajský přebor          | 7. místo  |                              |
| 1959/60                      | TJ Lokomotiva Trutnov      | 3. úroveň | Krajský přebor          |           |                              |
| 1960/61                      | TJ Lokomotiva Trutnov      | 3. úroveň | Krajský přebor          | 4. místo  |                              |
| 1961/62                      | TJ Lokomotiva Trutnov      | 3. úroveň | Krajský přebor          | 4. místo  |                              |
| 1962/63                      | TJ Lokomotiva Trutnov      | 3. úroveň | Krajský přebor          | 4. místo  |                              |
| 1963/64                      | TJ Lokomotiva Trutnov      | 3. úroveň | Krajský přebor          | 1. místo  | Postup                       |
| 1964/65                      | TJ Lokomotiva Trutnov      | 2. úroveň | 2. liga – sk. B         | 11. místo | Sestup                       |
| 1965/66                      | TJ Lokomotiva Trutnov      | 3. úroveň | Krajský přebor          | 4. místo  |                              |
| 1966/67                      | TJ Lokomotiva Trutnov      | 3. úroveň | Krajský přebor          | 7. místo  |                              |
| 1967/68                      | TJ Lokomotiva Trutnov      | 3. úroveň | Krajský přebor          |           |                              |
| 1968/69                      | TJ Lokomotiva Trutnov      | 3. úroveň | Krajský přebor          |           |                              |
| 1969/70                      | TJ Lokomotiva Trutnov      | 3. úroveň | Krajský přebor          | 1. místo  | Postup                       |
| 1970/71                      | TJ Lokomotiva Trutnov      | 2. úroveň | 2. liga – sk. B         | 6. místo  |                              |
| 1971/72                      | TJ Lokomotiva Trutnov      | 2. úroveň | 2. liga – sk. B         |           |                              |
| 1972/73                      | TJ Lokomotiva Trutnov      | 2. úroveň | 2. liga – sk. B         | 11. místo | Sestup                       |
| 1973/74                      | TJ Lokomotiva Trutnov      | 3. úroveň | Krajský přebor          | 1. místo  | Postup                       |
| 1974/75                      | TJ Lokomotiva Trutnov      | 2. úroveň | 2. liga – sk. B         | 11. místo | Sestup                       |
| 1975/76                      | TJ Lokomotiva Trutnov      | 3. úroveň | Krajský přebor          |           |                              |
| 1976/77                      | TJ Lokomotiva Trutnov      | 3. úroveň | Krajský přebor          | 1. místo  | Postup                       |
| 1977/78                      | TJ Lokomotiva Trutnov      | 2. úroveň | Národní liga – sk. B    | 13. místo | Sestup                       |
| 1978/79                      | TJ Lokomotiva Trutnov      | 3. úroveň | Krajský přebor          | 2. místo  |                              |
| 1979/80                      | TJ Lokomotiva Trutnov      | 3. úroveň | Krajský přebor          |           |                              |
| 1980/81                      | TJ Lokomotiva Trutnov      | 3. úroveň | Krajský přebor          |           |                              |
| 1981/82                      | TJ Lokomotiva Trutnov      | 3. úroveň | Krajský přebor          |           |                              |
| 1982/83                      | TJ Lokomotiva Trutnov      | 3. úroveň | Krajský přebor          |           |                              |
| 1983/84                      | TJ Lokomotiva Trutnov      | 3. úroveň | Krajský přebor          |           | Postup                       |
| 1984/85                      | TJ Lokomotiva Trutnov      | 2. úroveň | Národní liga – sk. B    | 10. místo |                              |
| 1985/86                      | TJ Lokomotiva Trutnov      | 2. úroveň | Národní liga – sk. B    | 11. místo |                              |
| 1986/87                      | TJ Lokomotiva Trutnov      | 2. úroveň | Národní liga – sk. B    | 10. místo |                              |
| 1987/88                      | TJ Lokomotiva Trutnov      | 2. úroveň | Národní liga – sk. B    |           |                              |
| 1988/89                      | TJ Lokomotiva Trutnov      | 2. úroveň | Národní liga – sk. B    |           | Sestup                       |
| 1989/90                      | TJ Lokomotiva Trutnov      | 3. úroveň | Krajský přebor          | 1. místo  |                              |
| 1990/91                      | TJ Lokomotiva Trutnov      | 3. úroveň | Krajský přebor          | 1. místo  |                              |
| 1991/92                      | TJ Lokomotiva Trutnov      | 3. úroveň | 2. Národní liga – sk. B |           |                              |
| 1992/93                      | BK Loko Trutnov            | 3. úroveň | 2. Národní liga – sk. B | 3. místo  | Reorganizace                 |
| Česko (1993 – )              |                            |           |                         |           |                              |
| Sezóna                       | Název v ročníku            | Úroveň    | Soutěž                  | ZČ        | Play-off                     |
| 1993/94                      | BK Loko Trutnov            | 2. úroveň | 2. liga – sk. B         | 3. místo  |                              |
| 1994/95                      | BK Loko Trutnov            | 2. úroveň | 2. liga – sk. B         | 1. místo  | Postup                       |
| 1995/96                      | BK Loko Texlen Trutnov     | 1. úroveň | 1. liga                 | ?. místo  | Zápas o 3. místo (výhra)     |
| 1996/97                      | BK Loko Texlen Trutnov     | 1. úroveň | 1. liga                 | 6. místo  |                              |
| 1997/98                      | BK Loko Texlen Trutnov     | 1. úroveň | 1. liga                 | 6. místo  |                              |
| 1998/99                      | BK Loko Texlen Trutnov     | 1. úroveň | 1. liga                 | 3. místo  | Zápas o 3. místo (výhra)     |
| 1999/00                      | BK Loko Texlen Trutnov     | 1. úroveň | 1. liga                 | 5. místo  |                              |
| 2000/01                      | BK Loko Texlen Trutnov     | 1. úroveň | 1. liga                 | 4. místo  | Zápas o 3. místo (prohra)    |
| 2001/02                      | BK Loko Texlen Trutnov SSŽ | 1. úroveň | 1. liga                 | 3. místo  | Zápas o 3. místo (výhra)     |
| 2002/03                      | BK VČE Loko Trutnov SSŽ    | 1. úroveň | 1. liga                 | 3. místo  | Zápas o 3. místo (výhra)     |
| 2003/04                      | BK VČE Loko Trutnov        | 1. úroveň | 1. liga                 | 3. místo  | Finále                       |
| 2004/05                      | BK Loko Trutnov            | 1. úroveň | 1. liga                 | 3. místo  | Zápas o 3. místo (výhra)     |
| 2005/06                      | BK Kara Trutnov            | 1. úroveň | ŽBL                     | 4. místo  | Zápas o 3. místo (výhra)     |
| 2006/07                      | BK Kara Trutnov            | 1. úroveň | ŽBL                     | 3. místo  | Zápas o 3. místo (výhra)     |
| 2007/08                      | BK Kara Trutnov            | 1. úroveň | ŽBL                     | 5. místo  | Zápas o 3. místo (výhra)     |
| 2008/09                      | BK Kara Trutnov            | 1. úroveň | ŽBL                     | 4. místo  | Zápas o 3. místo (výhra)     |
| 2009/10                      | BK Kara Trutnov            | 1. úroveň | ŽBL                     | 3. místo  | Zápas o 3. místo (výhra)     |
| 2010/11                      | BK Kara Trutnov            | 1. úroveň | ŽBL                     | 4. místo  | Čtvrtfinále                  |
| 2011/12                      | BK Kara Trutnov            | 1. úroveň | ŽBL                     | 3. místo  | Zápas o 3. místo (prohra)    |
| 2012/13                      | BK Kara Trutnov            | 1. úroveň | ŽBL                     | 4. místo  | Zápas o 3. místo (prohra)    |
| 2013/14                      | BK Kara Trutnov            | 1. úroveň | ŽBL                     | 7. místo  | Čtvrtfinále                  |
| 2014/15                      | BK Kara Trutnov            | 1. úroveň | ŽBL                     | 6. místo  | Zápas o 3. místo (výhra)     |
| 2015/16                      | BK Kara Trutnov            | 1. úroveň | ŽBL                     | 4. místo  | Zápas o 3. místo (výhra)     |
| 2016/17                      | BK Kara Trutnov            | 1. úroveň | ŽBL                     | 7. místo  | Čtvrtfinále                  |
| 2017/18                      | BK Loko Trutnov            | 1. úroveň | ŽBL                     | 9. místo  | Play-out (1. místo)          |
| 2018/19                      | BK Loko Trutnov            | 1. úroveň | ŽBL                     | 6. místo  | Čtvrtfinále                  |
| 2019/20                      | BK Loko Trutnov            | 1. úroveň | ŽBL                     |           |                              |
| 2020/21                      | BK Loko Trutnov            | 1. úroveň | ŽBL                     | 8. místo  | Zápas o 5.-6. místo (prohra) |
| 2021/22                      | BK Kara Trutnov            | 1. úroveň | ŽBL                     | 9. místo  | Zápas o 9. místo (výhra)     |
| 2022/23                      | BK Kara Trutnov            | 1. úroveň | ŽBL                     | 9. místo  | Zápas o 9. místo (výhra)     |
| 2023/24                      | BK Kara Trutnov            | 1. úroveň | ŽBL                     | 9. místo  |                              |

## Účast v mezinárodních pohárech
Zdroj:
| Výkonnostní úrovně                                                              |
| superpohár – Superpohár v basketbalu žen                                        |
| 1. výkonnostní úroveň – Pohár mistrů evropských zemí, Euroliga v basketbalu žen |
| 2. výkonnostní úroveň – Pohár Ronchettiové, EuroCup v basketbalu žen            |

Legenda: EL - Euroliga v basketbalu žen, PMEZ - Pohár mistrů evropských zemí, EC - EuroCup v basketbalu žen, SP - Superpohár v basketbalu žen, PR - Pohár Ronchettiové
- PR 2001/02 – 2. předkolo
- EL 2004/05 – Základní skupina B (6. místo)
- EC 2006/07 – Základní skupina I (3. místo)
- EC 2007/08 – Základní skupina G (3. místo)
- EC 2008/09 – Šestnáctifinále